# Saint-Gein
Saint-Gein ist eine französische Gemeinde mit 418 Einwohnern (Stand 1. Januar 2022) im Département Landes in der Region Nouvelle-Aquitaine. Sie gehört zum Kanton Adour Armagnac und zum Arrondissement Mont-de-Marsan. 
Nachbargemeinden sind Pujo-le-Plan im Nordwesten, Perquie im Norden, Hontanx im Südosten und Castandet im Südwesten.

## Bevölkerungsentwicklung
| Jahr      | 1962 | 1968 | 1975 | 1982 | 1990 | 1999 | 2007 | 2017 |
| --------- | ---- | ---- | ---- | ---- | ---- | ---- | ---- | ---- |
| Einwohner | 382  | 370  | 360  | 429  | 426  | 394  | 440  | 433  |

## Sehenswürdigkeiten

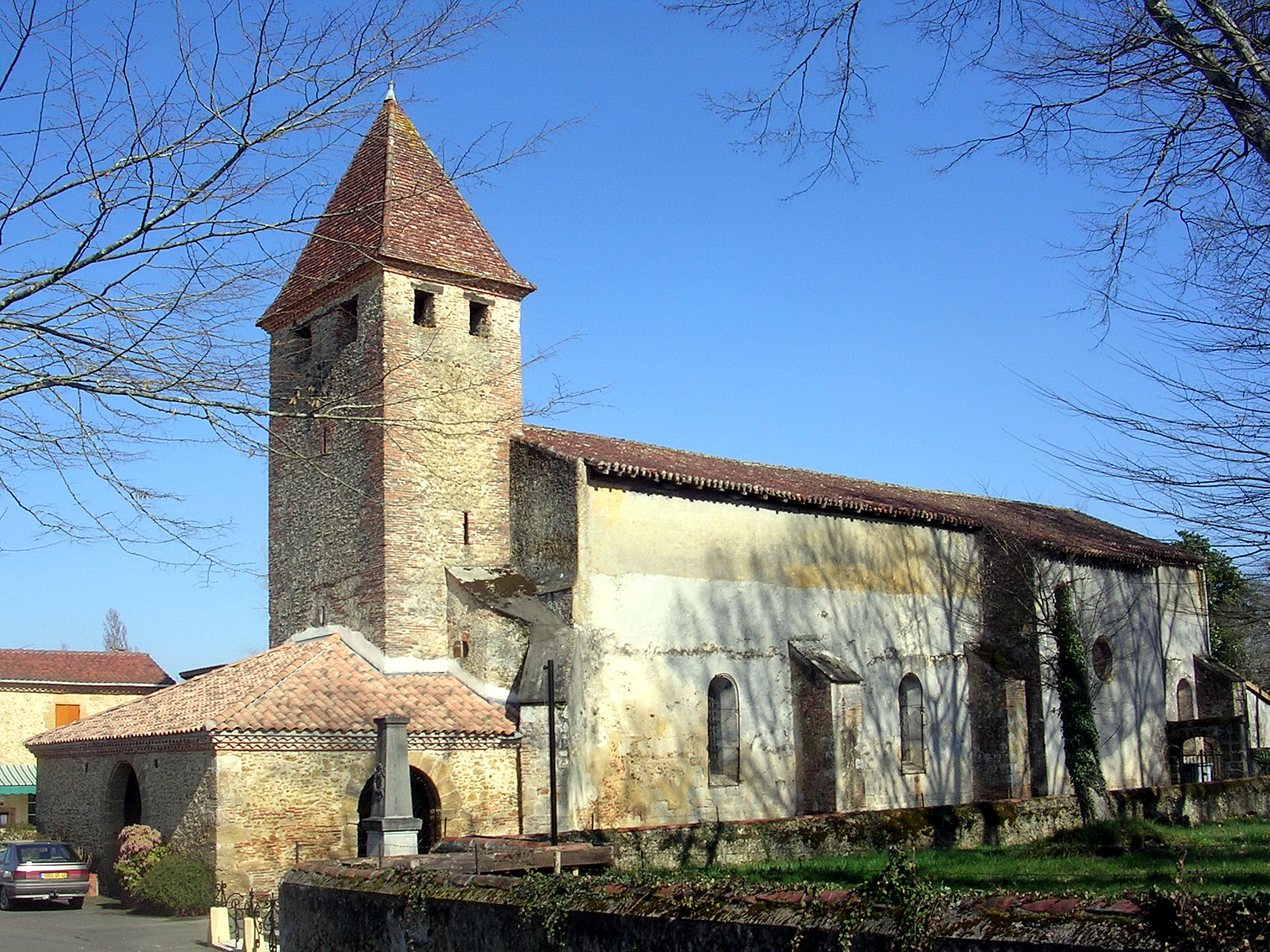
Kirche Saint-Pierre

- Kirche Saint-Pierre